# Handblättriger Frauenmantel
Der Handblättrige Frauenmantel (Alchemilla chirophylla) ist eine Art aus der Gattung der Frauenmantel (Alchemilla).

## Merkmale
Der Handblättrige Frauenmantel ist ähnlich wie Alchemilla hoppeana eine dünne, mittelgroße Pflanze. Die Blattspreiten der Grundblätter haben eine Breite von 2 bis 8 Zentimeter und sind nierenförmig, in der Regel siebenteilig, an großen Pflanzen manchmal auch neunteilig, 225° bis 330° (360°) umfassend und flach. Am Mittelblättchen sind sie zu 76 bis 93 (100) % eingeschnitten. Zum Rand hin sind sie ansonsten immer stärker seichter geteilt. Die Blättchen sind bis zu 7 Millimeter verwachsen, zwei bis fünfmal so lang wie breit, lanzettlich bis keilig-länglich-verkehrt-eiförmig, abgerundet bis spitzlich und auf 60 bis 80 % ungezähnt. Die Oberseite der Blätter ist glanzlos und gelbgrün bis hell grasgrün, die Unterseite dicht silberweiß seidig. An den Blättchen befinden sich 6 bis 15 Zähne. Diese sind 0,5 bis 1,5 Millimeter lang (was ungefähr 2 bis 7, selten bis zu 9 % des Radius der Spreite entspricht), 0,5 bis 3 Millimeter breit und weisen ein Verhältnis von Länge zu Breite von 0,5 bis 2 auf. Sie sind spitz, in der Regel deutlich sichtbar und meistens nach vorne gerichtet oder wenig zusammenneigend. Der Endzahn ist kürzer. Die Blattstiele sind weder innen noch außen gerötet. Die Teilblütenstände sind gedrängt kugelig. Die Blütenstiele haben eine Länge von 1 bis 3, selten bis 7 Millimeter. Die Blüten sind 3 bis 4 Millimeter lang, 3 bis 5 Millimeter breit und gelbgrün. Die Kelchblätter sind 1- bis 1,5-mal so lang wie breit und waagerecht bis zurückgebogen. Die Griffel ragen nur wenig heraus, meist 0,3 bis 0,7 Millimeter, selten bis zu 1 Millimeter.

## Vorkommen
Der Handblättrige Frauenmantel kommt in den Westlichen Alpen und im Jura in der montanen bis subalpinen Stufe in Höhenlagen von 1000 bis 2100 Meter vor. Auf dem Gemmipass wurde die Art sogar in 2300 Meter Höhe gefunden. Sie wächst in Felsspalten, auf Schutt sowie auf steinigen Alpenmatten über Kalk, Nagelfluh und Molasse. Sie ist vorwiegend in der subalpinen Stufe zu finden.
Alchemilla chirophylla ist zusammen mit Alchemilla alpigena im Schweizer Jura in den Gesellschaften Potentillion caulescentis mit Asplenium viride und Erinus alpinus, im Erico-Pinion mit Laburnum alpinum, Erica herbacea, Rubus saxatilis und Libanotis pyrenaica und im Seslerion variae mit Herzblättrigen Kugelblume und Galium anisophyllon zu finden. Seltener kommt die Art auch im Mesobromion vor.

## Belege
- Sigurd Fröhner: Alchemilla. In: Hans. J. Conert u. a. (Hrsg.): Gustav Hegi. Illustrierte Flora von Mitteleuropa. Band 4 Teil 2B: Spermatophyta: Angiospermae: Dicotyledones 2 (3). Rosaceae 2. Blackwell 1995, ISBN 3-8263-2533-8, S. 233–234.